# St. Georg (Hausen)

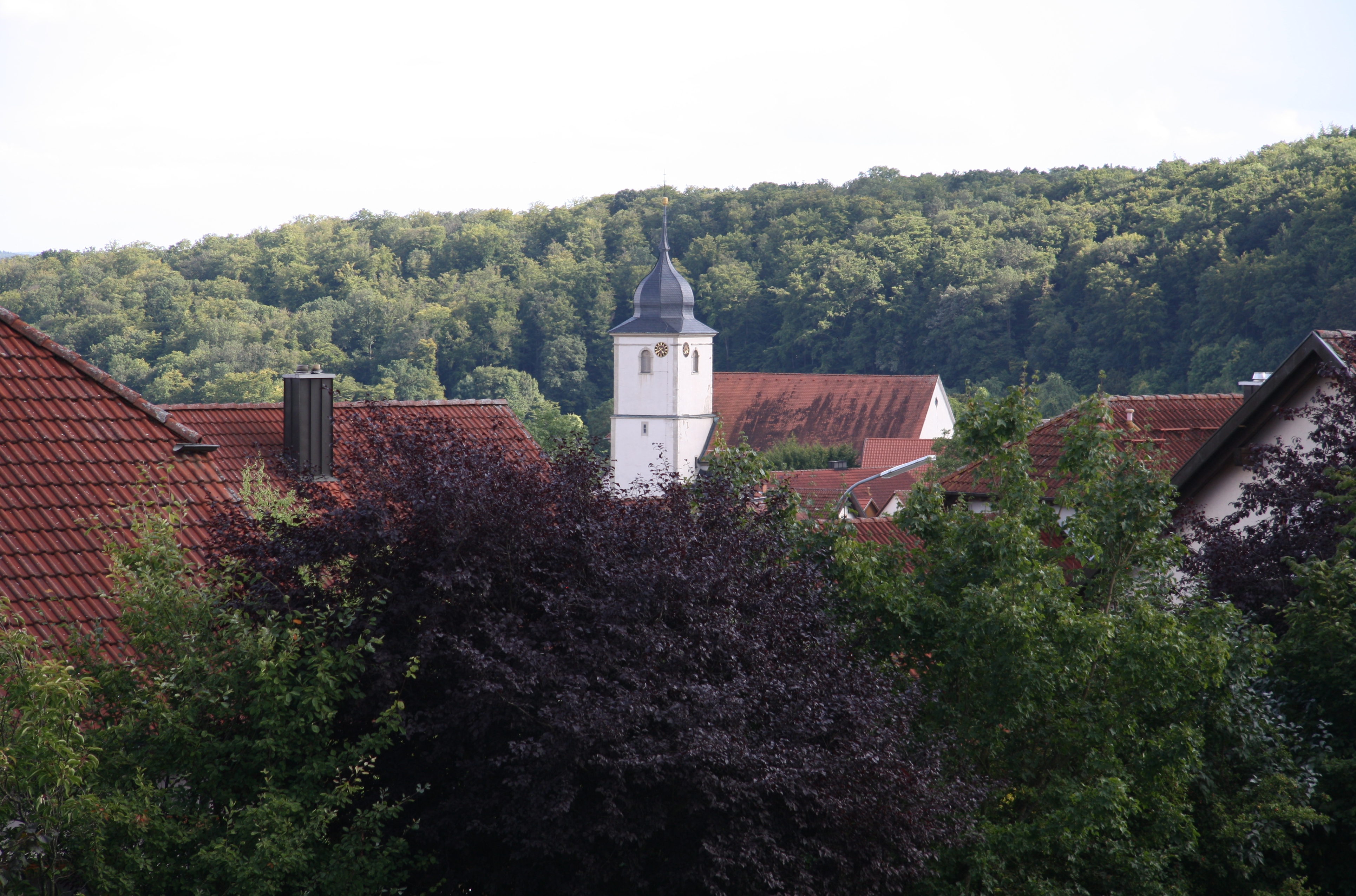
St. Georg (Hausen)

St. Georg ist eine römisch-katholische Pfarrkirche in Hausen, einer Gemeinde im unterfränkischen Landkreis Rhön-Grabfeld in Bayern. Das denkmalgeschützte Bauwerk entstand im 18. Jahrhundert. Die Pfarrei gehört zur Pfarreiengemeinschaft Fladungen-Nordheim im Dekanat Bad Neustadt des Bistums Würzburg.

## Beschreibung
Das Langhaus der 1741 gebauten Saalkirche hat im Osten einen eingezogenen, dreiseitig geschlossenen Chor. Der Chorflankenturm steht im Norden. Die Kirchenausstattung stammt aus der Bauzeit. Die Altäre wurden von Eulogius Böhler neobarock überarbeitet.
Die Orgel mit 21 Registern, 2 Manualen und einem Pedal wurde 1980 von Hey Orgelbau errichtet.